# Sébastien Ajavon
Pour les articles homonymes, voir Ajavon.
Sébastien Ajavon est un homme d’affaires et homme politique béninois né le 19 janvier 1965 à Cotonou (Bénin). Milliardaire ayant fait fortune dans le secteur agroalimentaire, il est souvent surnommé « le roi du poulet » au Bénin. Également présent dans le secteur médiatique à travers Sikka TV et Soleil FM, il fut à la tête du Conseil national du patronat du Bénin (CNP-Bénin) de 2012 à 2020. En 2015, avec un patrimoine estimé à 350 milliards de FCFA (plus de 530 millions d’euros), il est la deuxième fortune du Bénin (derrière Patrice Talon), plus gros contributeur au fisc béninois, et figure à la 17e place du classement Forbes des plus grandes fortunes d’Afrique subsaharienne. 
Il s'investit en politique à partir de 2016, se portant candidat indépendant à l'élection présidentielle qu'il ne remporte pas, finissant 3e du scrutin avec 23 % des voix. Rallié un temps à Patrice Talon (qui gagne l'élection), ses relations se tendent avec le nouveau président, notamment à la suite des ennuis judiciaires auxquels il fait face à partir de fin 2016, accusant Patrice Talon d'en être responsable. Il devient ainsi l'un des principaux opposants au président, et crée son propre parti politique, l'Union sociale libérale (USL). 
Le 18 octobre 2018, il est condamné à 20 ans de prison pour trafic de cocaïne, et un mandat d'arrêt international est lancé contre lui par la justice béninoise. Il décide alors de s'exiler en France, où il obtient le statut de réfugié politique. 

## Biographie
De son nom complet Sébastien Germain Marie Ayikoué Ajavon, il naît le 19 janvier 1965 à Cotonou au Bénin,. 

### Carrière dans le privé
Sébastien Ajavon commence sa carrière en 1991, travaillant dans la poissonnerie de ses parents, dont il devient le directeur commercial,. Il investit ensuite dans le secteur agroalimentaire, et fonde l'entreprise Cajaf-Comon, qui devient le plus grand importateur de volaille surgelée au Bénin. Cette activité lui vaut le surnom de « roi du poulet » dans la presse et la société béninoises. En 2012, cette société fait cependant face à un redressement fiscal de plus de 36 milliards de FCFA (50 millions d’euros), menant à la fermeture de toutes ses antennes béninoises et à la mise au chômage de plus de mille personnes. Cette affaire créée des frictions entre Sébastien Ajavon et le président de l'époque, Boni Yayi. Un accord entre l'État et la société Comon SA intervient finalement, et le redressement est remboursé en partie,.
Sébastien Ajavon investit aussi dans le secteur médiatique, détenant la chaîne d'information en continu Sikka TV ainsi que la radio Soleil FM,.
En 2012, il est élu président du Conseil national du patronat du Bénin (CNP-Bénin), poste auquel il est réélu en novembre 2016 pour un mandat de 4 ans malgré ses ennuis judiciaires, étant le seul candidat à sa propre succession. Cette fonction lui vaut d'être surnommé « le patron des patrons » dans la presse béninoise. Il est remplacé en juin 2020 par Eustache Kotigan, ancien vice-président du CNP-Bénin qui en devient ainsi le président par intérim, Sébastien Ajavon ne pouvant finir son mandat.

### Parcours politique

#### Élection présidentielle de 2016
Le 3 janvier 2016, Sébastien Ajavon annonce officiellement sa participation à l'élection présidentielle en tant que candidat indépendant. Contributeur financier de la scène politique béninoise et des précédents gouvernements pendant plusieurs années,, il ne se considère alors pas comme un « opposant affirmé » au président Boni Yayi, avec qui il entretient une « entente cordiale », ce qui mènera certains commentateurs à soupçonner une alliance entre les deux hommes pour faire barrage à Patrice Talon, accusation démentie par Sébastien Ajavon,. 
Une demande d'annulation de cette candidature est cependant faite à la Cour constitutionnelle béninoise, via une requête évoquant une affaire judiciaire datant de 2001 où un ancien employé de Sébastien Ajavon l'avait accusé de maltraitances physiques. Bien que la Cour avait à l'époque reconnu des « tortures, sévices et traitements cruels, inhumains et dégradants » et estimé qu'il s'agissait là d'une violation de la Constitution,,, elle juge cependant la demande d'annulation de la candidature irrecevable,. 
Pendant la campagne présidentielle, Sébastien Ajavon se présente comme porteur d'une « vague bleue » (couleur portée par ses soutiens). Il dit vouloir redonner espoir à la jeunesse et améliorer la prospérité du Bénin. L'organisation de sa campagne est assurée par l’agence française Havas. Il s’appuie sur son ancrage local, notamment dans le sud du pays, où les cadeaux et soutiens matériels prodigués par sa fondation philanthropique ASG lui attirent les sympathies de la population. Il est soutenu par plusieurs personnalités influentes, dont le maire de Ouidah, Sévérin Adjovi, la députée Claudine Afiavi Prudencio, présidente de l’Union pour le développement du Bénin nouveau (UDBN) et nièce de l'ancien président Émile Derlin Zinsou, Rachidi Gbadamassi, député de Parakou (FCBE), l'homme d’affaires Samuel Dossou-Aworet, PDG du groupe Petrolin, et Valentin Aditi Houdé de l'Alliance nationale pour la démocratie et le développement (AND). Son frère aîné et employé, Gabriel Ajavon, est lui aussi candidat à la présidentielle.
Sébastien Ajavon n'est cependant pas élu et termine 3e du scrutin sur 33 candidats, avec 23,03 % des voix,. Pendant l'entre-deux-tours, il se rallie à Patrice Talon, lui aussi homme d'affaires fortuné, face au Premier ministre sortant Lionel Zinsou. Il respecte ainsi la « coalition de rupture » ayant amené plusieurs candidats à promettre de se soutenir mutuellement au second tour pour faire barrage à l'ancien Premier ministre.
Après l'élection de Patrice Talon à la présidence, les relations entre les deux hommes se dégradent rapidement. Alors que l'accord d'entre-deux-tours prévoyait que le tiers des ministères soient octroyés aux membres de la « coalition de rupture », ces derniers n'obtiennent que trois postes ministériels.   

#### Ennuis judiciaires et opposition
En octobre 2016, de la cocaïne est retrouvée dans un conteneur appartenant à la société Cajaf-Comon, valant à Sébastien Ajavon des ennuis judiciaires. Arrêté le 28 octobre, il est relaxé faute de preuve. Il dénonce alors une « machination » organisée par le pouvoir politique. L'année suivante, les affaires se multiplient : deux de ses médias sont suspendus et sa société Cajaf-Comon fait face à un redressement fiscal. Ses avocats dénoncent alors un « acharnement » et demandent la protection de la Cour africaine des droits de l'homme.  
Après ces déboires judiciaires, il devient l'un des principaux opposants au président Patrice Talon. Le 24 mars 2018, il lance à Djeffa son propre parti politique, l'Union sociale libérale (USL) en vue des élections législatives de 2019. Il est fait président d'honneur de ce parti, qui est dirigé par son frère, Joël Ajavon.  
En 2018, il est à nouveau poursuivit pour trafic de cocaïne. Il est jugé par la Cour de répression des infractions économiques et du terrorisme (Criet), un tribunal spécial créé en août 2018, au cours d'un procès où il ne se présente pas. Condamné à 20 ans de prison le 18 octobre 2018, un mandat d'arrêt international est lancé contre lui par la justice béninoise alors qu'il est en exil en France, où il obtient le statut de réfugié politique en avril 2019. Ses biens sont également saisis, et ses sociétés liquidées. Fin 2019, ses avocats saisissent la Cour africaine des droits de l’homme et des peuples (CADHP), qui reconnaît la « violation des droits politiques » de Sébastien Ajavon et demande la suspension des élections municipales. Le Bénin se retire alors une semaine plus tard du protocole de la Cour. 

## Fortune
En 2015, Sébastien Ajavon figurait au 17e rang des plus grandes fortunes d’Afrique subsaharienne francophone dans le classement du magazine Forbes. Son patrimoine y était alors estimé à 350 milliards de francs CFA (plus de 530 millions d’euros), faisant de lui la deuxième fortune du pays, derrière le président Patrice Talon, ainsi que le plus gros contributeur au fisc béninois. 

## Philanthropie
Engagé dans le domaine social, Sébastien Ajavon fonde en 2010 la fondation philanthropique « Ajavon Sébastien Germain » (ASG), qui soutient les communautés rurales du Bénin en construisant des écoles et des infrastructures sanitaires. Cette fondation est notamment présente dans le Sud du Bénin, dans la région native de Sébastien Ajavon, où selon le journal Le Monde, elle « arros[e] les populations de cadeaux et de diverses aides matérielles » ,.
Passionné de football, il a également fait construire un centre sportif de formation pour les jeunes en octobre 2006 à Sèmè-Kpodji.